# Püspökladány
Püspökladány es la sexta ciudad más grande del condado de Hajdú-Bihar, en el noreste de Hungría, con una población aproximada de 13 000 habitantes. Se encuentra al suroeste de Debrecen, en la confluencia de tres regiones: Sárrét, Hortobágy y Nagykunság. Es un importante centro de transporte en el cruce de la carretera nacional 4, que va de Budapest a Záhony, y la carretera nacional n.º 42, que va de Rumanía a Biharkeresztes. La ciudad cuenta con cuatro líneas ferroviarias.

## Ciudades hermanadas
Püspökladány está hermanada con:
- Fischamend, Austria
- Ghindari, Rumanía
- Hämeenlinna, Finlandia
- Hattem, Países Bajos
- Krasnystaw, Polonia